# Jan Roczniok
Jan Roczniok (ur. 26 czerwca 1920 w Lipinach, zm. 14 lutego 1986 w Melbourne) – porucznik Wojska Polskiego, działacz polonijny.

## Życiorys
Urodził się w Lipinach, jako syn Ryszarda i Augustyny. Po ukończeniu szkoły powszechnej w Lipinach uczęszczał do gimnazjum w Chorzowie. Od najmłodszych lat był harczerzem. 
Powołany w 1939 roku do Wojska Polskiego wziął udział w kampanii wrześniowej. Po krótkim okresie w niewoli osiadł na Opolszczyźnie w Zawadzkiem. W 1941 roku dostał się do Wojska Polskiego na Środkowym Wschodzie, a następnie przeszedł przeszkolenie wojskowe w Anglii. Brał udział w stopniu podporucznika, jako dowódca baterii 7 p.p., w walkach pod Monte Casino, gdzie został ciężko ranny. Za męstwo w tej bitwie został odznaczony: orderem Virtuti Militari V klasy, Krzyżem Walecznych, Srebrnym Krzyżem Zasługi z Mieczami, Złotym Krzyżem Zasługi oraz zagranicznymi odznaczeniami: Medal Wojny 1939–1945, Gwiazda Afryki, Gwiazda Italii i Medal Obrony.
Po wojnie osiadł w Anglii, a następnie przeniósł się do Australii, do Melbourne, gdzie do końca życia był aktywnym działaczem polonijnym, m.in. w Klubie Karpatczyków. Pochowany na cmentarzu w Lilydale.